# Јул
Јул или јули је седми месец у години и има 31 дан.
Почетак месеца по јулијанском календару почиње 14-тог дана грегоријанског календара.
По Црквеном рачунању циклуса времена је једанаести месец.

## Порекло речи или етимологија
Јули је добио име од латинског (Iulius). Од реформе римског календара, “квинтилис“ (пети месец) назван је по имену диктатора Јулија Цезара, јер се родио тога месеца.
Јули се код Срба, као и код неких словенских народа се назива још и ИЛИНСКИ МЕСЕЦ, ГОРЕШЊАК, ЖАРКИ, СРПАЊ и ЖЕТВАР, као и у старосрпском. Преко цркве су у српски народ ушли латински називи за месеце, а њихови гласовни ликови показују да су прошли кроз грчко посредство.
Код Хрвата се назива СРПАЊ а на Словеначком МАЛИ СРПАН.
На старословенском и српском ЧЕРВЕН, на староруском ЧЕРВЕЊ, а код Чеха ЧЕРВЕНЕЦ.
На украјинском и белоруском ЛІПЕЊ слично пољском ЛИПЈЕЦ.

## Верски календари

### Хришћански празници
- Велики празници или црвено слово
- Рођење Светог Јована Крститеља - Ивањдан
- Свети апостоли Петар и Павле - Петровдан
- Србљак

- Житије Светих за јули